# Natsuo Kirino
Pour les articles homonymes, voir Kirino.
Natsuo Kirino (桐野 夏生, Kirino Natsuo), née le 7 octobre 1951 à Kanazawa, est l'auteur d'une dizaine de romans policiers qui l'ont fait remarquer comme l'un des plus grands talents de sa génération. Elle a reçu le prix Naoki pour son roman Disparitions publié en 1999 au Japon.

## Liste des œuvres traduites en français
- 1997 : Out (OUT), roman traduit du japonais par Ryôji Nakamura et René de Ceccatty, Le Seuil, 2006 ; Points, 2007.
- 1999 : Disparitions (柔らかな頬, Yawarakana hoho?), roman traduit du japonais par Silvain Chupain, Editions du Rocher, 2002 ; 10/18, 2004 ; Points, 2013.
- 2003 : Le Vrai monde (リアルワールド, Riaru wārudo?, Real world), roman traduit de l'anglais par Vincent Delezoide, Le Seuil, 2010 ; Points, 2011.
- 2003 : Monstrueux (グロテスク, Gurotesuku?, Grotesque), roman traduit de l'anglais par Vincent Delezoide, Le Seuil, 2008 ; Points, 2009.
- 2008 : L'Île de Tokyo (東京島, Tōkyō-jima?), roman traduit du japonais par Rose-Marie Makino-Fayolle, Le Seuil, 2013.
- 2009 : Intrusion (IN), roman traduit du japonais par Claude Martin, Le Seuil, 2011 ; Points, 2012.

## Prix et récompenses
- 1993 - Prix Edogawa-Ranpo pour Kao ni furikakaru ame (Rain Falling on My Face)
- 1998 - Prix des auteurs japonais de romans policiers (Mystery Writers) du Japon pour son roman Out
- 1998 - Prix du meilleur roman policier de l'année (Kono Mystery ga Sugoi! 1998) pour Out
- 1999 - Prix Naoki pour Yawarakana Hoho (Disparitions)
- 2003 - Prix Kyōka Izumi de littérature pour Grotesque (Monstrueux)
- 2004 - Prix Shibata Renzaburo pour Zangyakuki
- 2008 - Prix Tanizaki pour Tōkyō-jima (L'Île de Tokyo)
- 2009 - Prix Murasaki Shikibu pour Shojinki (The Goddess Chronicle)
- 2011 - Prix Yomiuri pour Nanika aru
- 2015 - récipiendaire de la Médaille honorifique du Japon du gouvernement du Japon.